# تو فرندز (کشتی)
تو فرندز (کشتی) (به انگلیسی: Two Friends (ship)) یک کشتی بود.